# Lene Dreyer
Lene Dreyer (født d. 24.11.1962) er dansk lærestolsprofessor i reumatologi ved Aalborg Universitet

## Uddannelse
Lene Dreyer blev student fra Falkonergårdens Gymnasium i 1981. Hun blev kandidat i medicin i 1992 fra Københavns Universitet. I 2000 opnåede hun Ph.d. graden i medicin ved København Universitet. Hun blev speciallæge i Intern medicin: reumatologi i 2008. 

## Karriere
Hun startede sin forskningskarriere som ph.d. studerende på Det Danske Cancer Register under Kræftens Bekæmpelse. Hendes afhandling handlede om kræftrisiko hos patienter med hjertekarsygdomme. Derudover lavede hun beregninger over forebyggelige kræfttilfælde i de Nordiske lande. Hun blev inspireret af professor Bente Danneskiold-Samsøe Parker Instituttet på Frederiksberg Hospital til at gå ind i det reumatologiske speciale og hermed at kombinere forskningen med en stor interesse for klinisk arbejde med patienter. 
Hun bruger de unikke danske sundhedsregistre til at undersøge ætiologi for reumatologiske sygdomme, prognose efter diagnosticeret reumatologisk sygdom, effekt og bivirkninger af forskellige anti-reumatiske behandlinger. Hun har undersøgt kræftrisikoen hos patienter med reumatologiske sygdomme som fibromyalgi, leddegigt, rygsøjlegigt, psoriasisgigt, systemisk lupus og urinsurgigt. Hun har i nationale og nordiske samarbejdsstudier været med til at afkræfte, at de biologiske lægemidler som tumor necrosis factor inhibitors (TNFi) er kræftfremkaldende ved behandling af gigtpatienter. I andre studier af bivirkninger ved behandling af gigtpatienter med TNFi har hun påvist, at demyeliniserende sygdomme kan være en sjælden men alvorlig bivirkning. Hun har vist, at patienter med inflammatoriske gigtsygdomme har en øget risiko for at blive indlagt med COVID-19 infektion. 
Efter endt speciallægeuddannelse har hun været afdelingslæge på reumatologisk afdeling ved Rigshospitalet og efterfølgende uddannelsesansvarlig overlæge og lektor på reumatologisk afdeling på Gentofte Universitetshospital. Hun har haft en klinisk deleforskerstilling i 3 år finansieret af Danmarks Frie Forskningsfond og Gentofte Universitetshospital. Hun har i 10 år været kursusleder og underviser på delkurser under speciallægeuddannelsen i reumatologi, onkologi og intern medicin.  Hun har været medlem af DANBIOs styregruppe i 6 år og i Dansk Reumatologisk Selskabs Forskningsråd og uddannelsesråd (USU) i 6 år. Hun har siden 2018 været lærestolsprofessor i reumatologi ved Aalborg Universitet. Hun er medlem af the Standing Committee of Epidemiology and Health Services under EULAR. 
Gennem bevillinger fra blandt andet Det Frie Forskningsråd, Gigtforeningen, Kræftens Bekæmpelse har hun opbygget en forskningsenhed under Reumatologisk afdeling Aalborg Universitet. 
Hun har siden 2020 været formand for Gigtforeningens forskningsråd og er medlem af Gigtforeningens bestyrelse.

## Akademisk bidrag
Hun har publiceret >100 artikler med peer review og >60 konference abstracts. Reference til udvalgte videnskabelige artikler med Lene Dreyer på forfatter listen: 
- PhD-thesis: ”Atherosclerosis and cancer risk: register-based studies” 1999. Copenhagen University.
- Højgaard P, Glintborg B, Hetland ML, Højland Hansen T, Rask Lage-Hansen P, Petersen MH, Holland-Fisher M, Nilsson C, Loft AG, Nesgaard Andersen B, Adelsten T, Jensen J, Omerovic E, Christensen R, Ulrik Tarp U, Østgård R, Dreyer L. Association between tobacco smoking and response to tumor necrosis factor alpha inhibitor treatment in psoriatic arthritis: results from the DANBIO registry. Ann Rheum Dis. 2015 Dec;74(12):2130-6
- Hellgren K, Dreyer L, Arkema EV, Glintborg B, Jacobsson LT, Kristensen LE, Feltelius N, Hetland ML, Askling J; ARTIS Study Group, For the DANBIO Study Group. Cancer risk in patients with spondyloarthritis treated with TNF inhibitors: a collaborative study from the ARTIS and DANBIO registers. Ann Rheum Dis. 2017 Jan;76(1):105-111. doi: 10.1136/annrheumdis-2016-209270
- Dreyer L, Cordtz RL, Hansen IMJ, Kristensen LE, Hetland ML, Mellemkjaer L. Risk of second malignant neoplasm and mortality in patients with rheumatoid arthritis treated with biological DMARDs: a Danish population-based cohort study. Ann Rheum Dis. 2018 Apr;77(4):510-514
- Cordtz R, Hawley S, Prieto-Alhambra D,  Højgaard P, Zobbe K, Overgaard S, Odgaard  A,  Kristensen  LE, Dreyer L. Incidence of Hip and Knee Replacement in Rheumatoid Arthritis Patients Following the Introduction of Biological DMARDs: an Interrupted Time Series Analysis Using Nationwide Danish Health Care Registers. Ann Rheum Dis. 2018 May;77(5):684-689
- Højgaard P, Ballegaard C, Cordtz R, Zobbe K, Clausen M, Glintborg B, Kristensen LE, Dreyer L. Gender differences in biologic treatment outcomes-a study of 1750 patients with psoriatic arthritis using Danish Health Care Registers. Rheumatology (Oxford). 2018 Sep 1;57(9):1651-1660
- Hesselvig JH, Egeberg A, Kofoed K, Gislason G, Dreyer L. Increased risk of depression in patients with cutaneous lupus erythematosus and systemic lupus erythematosus: a Danish nationwide cohort study. Br J Dermatol. 2018 Jun 9. doi: 10.1111/bjd.16831. [Epub ahead of print]
- Zobbe K, Prieto-Alhambra D, Cordtz R, Højgaard P, Hindrup JS, Kristensen LE, Dreyer L. Secular trends in the incidence and prevalence of gout in Denmark from 1995-2015: A Nationwide Register-based study. Rheumatology. 1 maj 2019, I 58, 5, s. 836-839
- Guldberg-Møller J, Cordtz RL, Kristensen LE, Dreyer L. Incidence and time trends of joint surgery in patients with psoriatic arthritis: a register-based time series and cohort study from Denmark, nov. 2019, I: Annals of the Rheumatic Diseases. 78, 11, s. 1517-1523
- Cordtz R, Odgaard A, Kristensen LE, Overgaard S, Dreyer L. Risk of medical complications following total hip or knee arthroplasty in patients with rheumatoid arthritis: A register-based cohort study from Denmark. Seminars in Arthritis and Rheumatism. 2020, I 50, 1, s. 30-35
- Cordtz R, Odgaard A, Kristensen LE, Overgaard S, Dreyer L. Risk of medical complications following total hip or knee arthroplasty in patients with rheumatoid arthritis: A register-based cohort study from Denmark. Seminars in Arthritis and Rheumatism. 2020, I 50, 1, s. 30-35
- Cordtz R, Hawley S, Prieto-Alhambra D, Højgaard P, Zobbe K, Kristensen LE, Overgaard S, Odgaard A, Soussi BG, Dreyer L. Reduction in Upper Limb Joint Surgery Among Rheumatoid Arthritis Patients: An Interrupted Time-Series Analysis Using Danish Health Care Registers. Arthritis Care Res (Hoboken). 2020 Feb;72(2):274-282. doi: 10.1002/acr.23835. Epub 2020 Jan 9
- Ibfelt EH, Jacobsen RK, Kopp TI, Cordtz RL, Jakobsen AS, Seersholm N, Shaker SB, Dreyer L. Methotrexate and risk of interstitial lung disease and respiratory failure in rheumatoid arthritis: a nationwide population-based study.  Rheumatology (Oxford). 2020 Aug 11:keaa327. doi: 10.1093/rheum
- Kopp TI, Delcoigne B, Arkema EV, Jacobsen RK, Magyari M, Ibfelt EH, Locht H, Sellebjerg F, Cordtz RL, Jensen DV, Askling J, Dreyer L. Risk of neuroinflammatory events in arthritis patients treated with tumour necrosis factor alpha inhibitors: a collaborative population-based cohort study from Denmark and Sweden. Ann Rheum Dis. 2020 Mar 11. pii: annrheumdis-2019-216693. doi: 10.1136/annrheumdis-2019-216693. [Epub ahead of print]
- Haugaard JH, Dreyer L, Ottosen MB, Gislason G., Kofoed K. & Egeberg A. Use of hydroxychloroquine and risk of major adverse cardiovascular events in patients with lupus erythematosus: A Danish nationwide cohort study. 13 dec. 2020, I : Journal of the American Academy of Dermatology. DOI:  10.1016/j.jaad.2020.12.013.
- Cordtz R, Lindhardsen J, Soussi BG, Vela J, Uhrenholt L, Westermann R, Kristensen S, Nielsen H, Torp-Pedersen C & Dreyer L. Incidence and severeness of COVID-19 hospitalisation in patients with inflammatory rheumatic disease: a nationwide cohort study from Denmark. Rheumatology (Oxford) . 2020 Dec 28;keaa897.  doi: 10.1093/rheumatology/keaa897.